# Sevilla (musikalbum)
Sevilla är ett musikalbum av Mikael Wiehe, utgivet 1998. Det är inspelat i Malmö hösten 1997 och producerat av Stellan Colt.
Låten "Den jag kunde va" skrev Wiehe till sin vän och samarbetspartner Björn Afzelius när denne hade drabbats av den svåra sjukdom som senare ändade hans liv.

## Låtlista
Text och musik av Mikael Wiehe.
1. När ormen ömsar skinn
2. Floden
3. Vad bryr sej kärleken (med Thomas Di Leva)
4. Utan dej
5. Sevilla
6. Ride Johnny, ride
7. Hon kommer över ängarna
8. Jag la min mor i jorden
9. Så kom den åter, kärleken
10. Den jag kunde va

## Medverkande
- Mikael Wiehe, sång, akustisk gitarr och flöjt
- Pelle Jernryd, elgitarr, akustisk gitarr, 12-strängad spacegitarr, e-bow, slidegitarr, lesliegitarr, pedal steel, lap steel, mandolin och dobro
- Thomas Nyberg, bas och kör
- Stellan Colt, trummor, percussion, syntbas, keyboards, piano, synthar, programmering, bas, rhodes, wurlitzer, akustisk gitarr, bandlös bas och bönerop

- David Nyström, piano
- Eddie Nyström, elgitarr
- Mats Bengtsson, piano, hammondorgel, wurlitzer
- Mats Persson, percussion
- Lars Holm, dragspel
- Jarl Lorensson, munspel
- Thomas Di Leva, sång
- Truls Ström, kör
- Susanne Berggren, kör
- Pernilla Månsson, kör

## Listplacering
| Lista (1998) | Topplacering |
| ------------ | ------------ |
| Sverige      | 37           |

### Fotnoter
1. ↑  ”Svensk mediedatabas”. http://smdb.kb.se/catalog/id/001516063. Läst 1 juni 2011.
2. ↑  ”Svensk mediedatabas”. http://smdb.kb.se/catalog/id/001517245. Läst 1 juni 2011.
3. ↑  ”Svensk mediedatabas”. http://smdb.kb.se/catalog/id/001516129. Läst 1 juni 2011.
4. ↑  ”Listplacering”. http://hitparad.se/showitem.asp?interpret=Mikael+Wiehe&titel=Sevilla&cat=a. Läst 1 juni 2011.